# Aventurin
Aventurin är en ogenomskinlig, halvklar kvarts. Namnet används även för en glassort tillkommen runt 1700. Det är inte det samma som Aventurin-fältspat. Namnet kommer från italienskans a ventura som betyder av en tillfällighet, eftersom glaset kom till av en slump.
Aventurin förekommer i gula, rödbruna eller gröna färger, med metallaktiga stänk som orsakas av glimmer. Färgen åstadkommes av små mängder av järnhydrat (brun) eller kromglimmer (grön).
Fyndplatser finns i Brasilien, Chile, Indien, forna Sovjetunionen och Spanien.